# Cowen (Wirginia Zachodnia)
Cowen – miasto w Stanach Zjednoczonych, w stanie Wirginia Zachodnia, w hrabstwie Webster.